# Анталаха
Анталаха — город на Мадагаскаре. Расположен на территории региона Сава и является административным центром одноимённого себе округа. Население — 30 000 чел. (по переписи 2001 года).
В городе развита деревообрабатывающая промышленность. Также Анталаха является центром экспорта ванили. В городе есть порт и аэропорт.

## Климат
Город расположен на северо-востоке страны, на берегу Индийского океана. Климат очень дождливый.
| Показатель                    | Янв. | Фев. | Март | Апр. | Май  | Июнь | Июль | Авг. | Сен. | Окт. | Нояб. | Дек. | Год  |
| ----------------------------- | ---- | ---- | ---- | ---- | ---- | ---- | ---- | ---- | ---- | ---- | ----- | ---- | ---- |
| Средний суточный максимум, °C | 30,3 | 30,7 | 30,2 | 29,6 | 28,2 | 26,7 | 25,9 | 25,7 | 26,4 | 27,5 | 28,8  | 30,0 | 28,3 |
| Средняя температура, °C       | 25,9 | 26,1 | 25,8 | 25,1 | 23,7 | 22,1 | 21,4 | 21,2 | 21,9 | 23,0 | 24,4  | 25,5 | 23,8 |
| Средний суточный минимум, °C  | 22,4 | 22,5 | 22,4 | 21,9 | 20,4 | 19,0 | 18,4 | 18,1 | 18,4 | 19,3 | 20,7  | 21,9 | 20,4 |
| Норма осадков, мм             | 358  | 245  | 306  | 225  | 165  | 176  | 170  | 188  | 90   | 92   | 143   | 212  | 2370 |
| Источник: World Climate       |      |      |      |      |      |      |      |      |      |      |       |      |      |

## Население
Население города стабильно растёт: если в 1975 году в Анталахе проживало 17 541 человек, а в 1993 году — 23 949 человек, то в 2001 — 30 000.

## Галерея

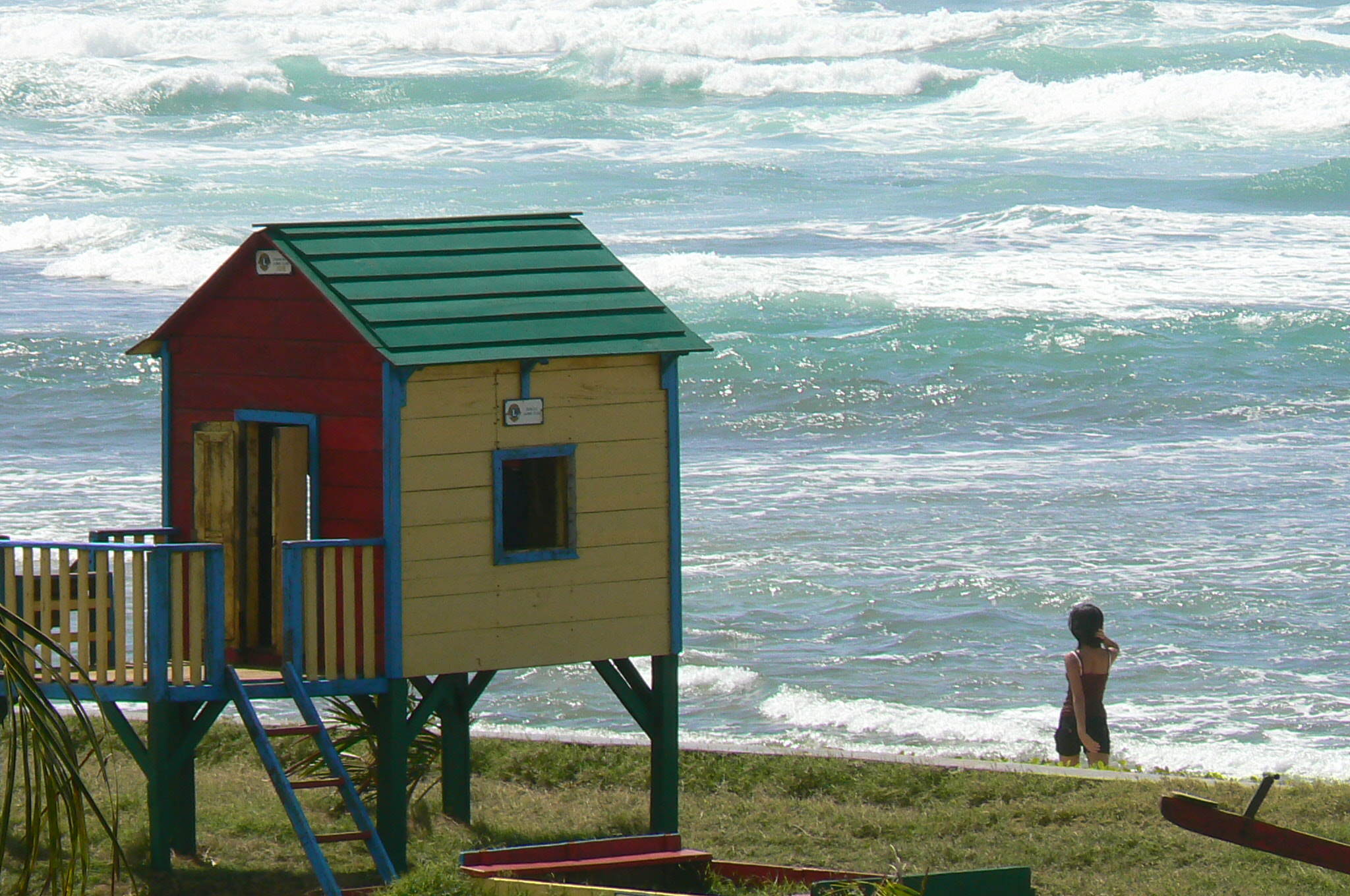
На городском пляже
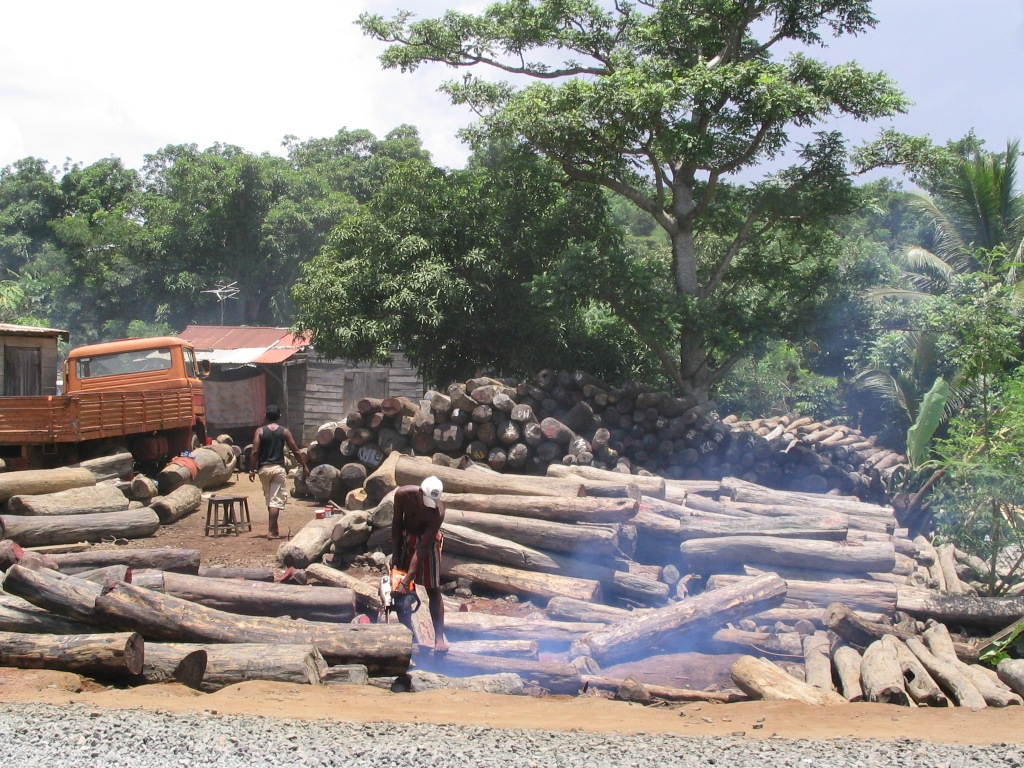
На лесопилке
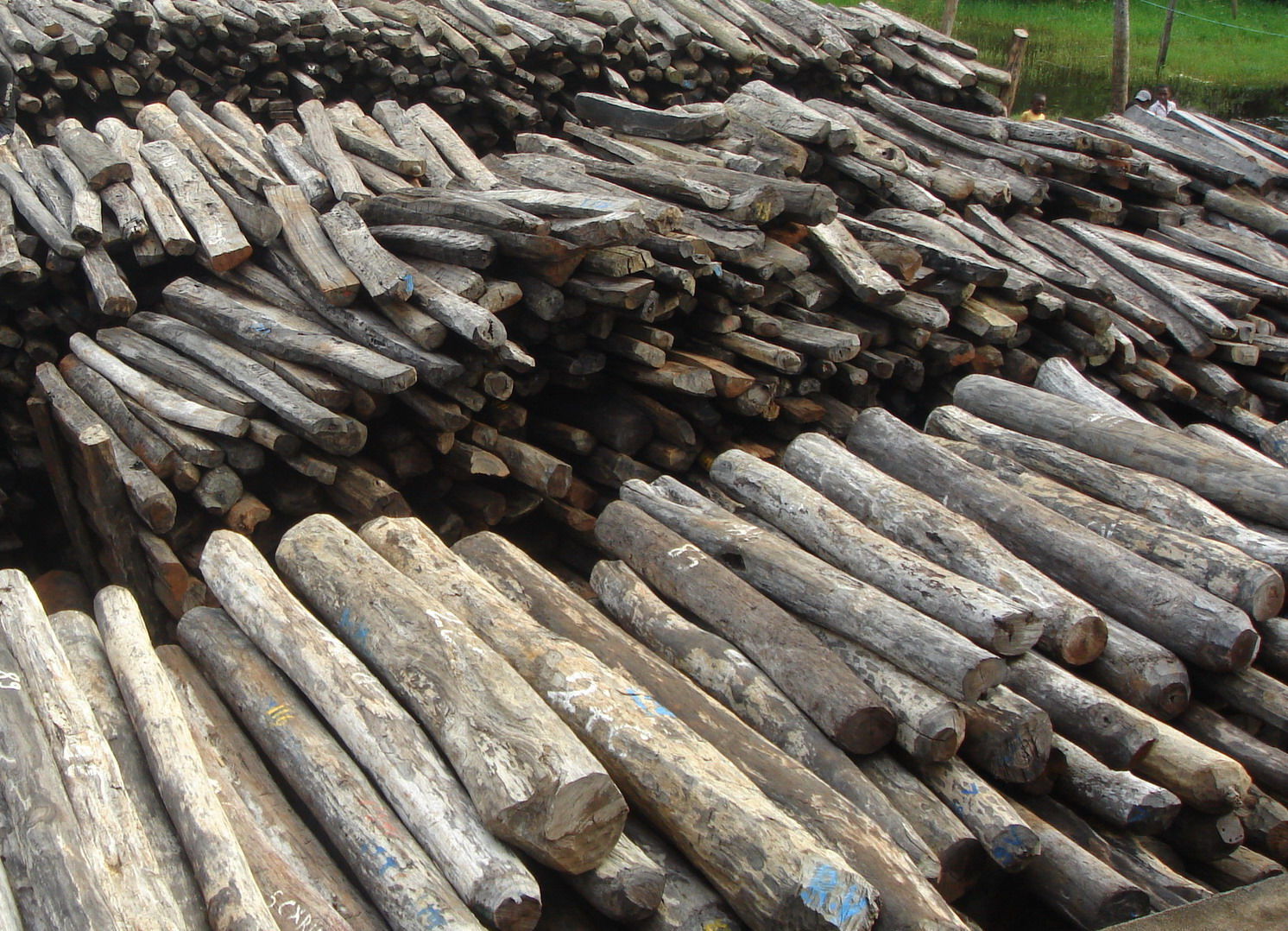
Продукция местных деревообрабатывающих предприятий